# Jean-Daniel Lugrin
Jean-Daniel Lugrin (Macconnens, nu: Villarimboud, Kanton Fribourg, 1958) is een Zwitsers componist, muziekpedagoog, dirigent, klarinettist, blokfluitist en organist.

## Levensloop
Legrin leerde bij zijn vader de blokfluit te bespelen. Hij studeerde aan het Conservatoire de Fribourg in Fribourg bij Georges Richinaz, Claude Delley, Jean-Claude Desbiolles en bij Frédéric Rapin (klarinet). Tegelijkertijd studeerde hij orkestdirectie in Bienne bij Walter Boeykens, Jacques Lancelot, Michel Lethiec en Robert Kemblinsky.  Hij verbeterde zijn kennissen met steun van de Fondation des Ateliers de Direction van het Orchestre à Genève bij Eric Bauer en studeerde orgel bij René Oberson. Bij Andor Kovach en Serge Lancen studeerde hij in Parijs compositie, orkestratie en behaalde zijn diploma in 1983.
Hij richtte in 1988 het Orchestre d'harmonie de Fribourg en werd hun dirigent tot 1998; vanaf 2001 eredirigent. Hij is dirigent van het klarinettenkoor Fribourg (Chœur des Clarinettes de Fribourg.
Lugrin is docent voor klarinet aan het Conservatoire de Fribourg. Hij schreef tot nu (2013) rond 100 werken van sololiteratuur tot grote symfonische formaties. 

## Composities

### Werken voor orkest
- 1999 Esperanza, voor orkest
- -33°, voor klarinet en strijkorkest

### Werken voor harmonie- of fanfareorkest of brassband
- 2000 Lothar, voor harmonieorkest
- Glânasia
- L'Oiseau rieur
- l'Union 86
- Ouverture pastorale
- Strombolino
- Suite orientale
- Symphonie parisienne
- Vague à l'âme
- Variation sur un thème populaire suisse
- Veveysiana

### Missen en andere kerkmuziek
- 2 Missen, voor gemengd koor en orgel

### Muziektheater

#### Toneelmuziek
- Un Amour de Crapaud, muzikale komedie
- Fribourg en Sept Jours, muzikaal spektakel

### Kamermuziek
- Clariperc, voor klarinettenkoor
- Gnossos, voor altsaxofoon
- Kwintet, voor klarinetkwintet
- L'appel du Large, Trois petits tours et ..., voor klarinetkwintet
- L'éventail coloré, voor klarinetkwintet
- Mosaïque, voor saxofoonkwartet
- Promenade, voor alpenhoorn en klarinetkwintet
- Sonate, voor klarinet en piano
- Stratosphères, voor klarinettenkoor
- Triade, voor klarinet, bugel en eufonium
- Variations sur la marche de Berne, voor klarinet en fagot
- Visions sonores, voor klarinet, cello en piano

### Werken voor gitaar
- 6 Séquences - opdracht van het 25e Internationaal gitarenfestival Fribourg in 2012